# Melczer Miklós
Melczer Miklós (Budapest, 1891. december 3. – Budapest, 1985. március 7.) orvos, bőrgyógyász, az orvostudományok doktora (1952), Kossuth-díjas (1955).

## Élete
Melczer József és Bürger Terézia (1863–1920) fiaként született. Ősei Felső-Magyarországról származtak. Apja a Steindl-, majd a Hudetz-féle építészeti iroda vezető tisztviselője volt. Testvérei: Ilona Alojzia (1882) és Zoltán Nándor (1886–1966). 
Középiskolai tanulmányait 1901 és 1909 között a Budapesti VII. kerületi Magyar Királyi Állami Főgimnáziumban végezte. 1909-től a Budapesti Tudományegyetem Orvostudományi Karának hallgatója volt. 1918. május 25-én avatták orvosdoktorrá.
1910–1911-ben a Leíró-, tájbonctani és szövettani Intézet (1915-től II. sz. Anatómiai Intézet) díjazatlan demonstrátora, 1911–1912-ben díjazott demonstrátora, 1912 és 1916 között díjazott gyakornoka, 1916–1917-ben II. tanársegédje, 1917 és 1920 között I. tanársegédje volt. Az itt eltöltött idő alatt több cikke jelent meg magyar és német nyelven. 1920 februárjától 1920 decemberéig – tanársegédi állása mellett – mint segédorvos a fővárosi Szent László és Szent Gellért Kórházakban működött. 
1920. szeptember 1-jétől kinevezték a Nékám Lajos igazgatása alatt álló Bőr- és Nemikórtani Klinika díjtalan gyakornokává, majd hamarosan tanársegédi kinevezést kapott. 1927. augusztus 31-ig dolgozott a Klinikán, amikor is elhagyta a fővárost és a Somogy vármegyei Kaposvári Közkórház Bőrgyógyászati Osztályának főorvosa lett. 1928-ban 3 hónapos tanulmányutat tett Jadassohn neves klinikáján, Breslauban.
1932-ben a bőr histobiológiája című tárgykörben Berde Károly professzornál a pécsi Erzsébet Tudományegyetemen magántanárrá habilitálták. 1936-ban a szegedi Ferenc József Tudományegyetem Bőrgyógyászati Klinika igazgatójának, Poór Ferenc professzornak halála után kinevezték a klinika élére és az egyetem nyilvános rendkívüli tanárává. 1939. szeptember 23-án megkapta az egyetemi nyilvános rendes tanári címet. 
1940-ben a pécsi Erzsébet Tudományegyetem Bőr- és Nemikórtani tanszékére egyetemi nyilvános rendkívüli tanári kinevezést kapott. Itt az egyetem orvosi fakultásán az 1942/1943-as tanévben mint orvoskari dékán, majd 1943 és 1945 között mint prodékán működött. 1962-ig, nyugalomba vonulásáig vezette a Bőr- és Nemikórtani Klinikát. Nyugdíjas korában is munkatársa maradt a klinikának.
A korábbi, jelentős nemzetközi visszhangot keltett tudományos munkásságáért, monográfiájáért 1952-ben az orvostudományok doktorává minősítették, majd 1955-ben a Kossuth-díj III. fokozatát nyerte el.
Kutatási területe a Lymphogranuloma venereum kórtana és a vírusok szerepe a bőr- és nemibetegségekben.
A pécsi köztemetőben helyezték nyugalomra.

### Családja
1928. augusztus 14-én Budapesten, a Józsefvárosban házasságot kötött Jenvay Kamilla Klárával (1910–1999), Jenvay Kálmán és Ksensigh Friderika lányával. Gyermekei: Kamilla, György, Miklós és Edit.
Unokái: Kamilla, András, György, Katalin és Edward.

## Művei
- Az egészséges lép termelte szintelen vérsejtek mennyiségéről és fajtáiról. (Magyar Orvosi Archívum, 1916)
- Az egészséges lép fehér vérsejttermelése a nap különböző szakaiban, a tisztán fehérjés és a kevert táplálék emésztésekor. (Magyar Orvosi Archívum, 1916)
- A „creeping disease“-ről a Nékám klinikán észlelt két eset kapcsán. (Orvosi Hetilap, 1926, 5–6.)
- Patkányok kátrányozással előidézhető sarkomájáról. (Magyar Orvosi Archívum, 1926)
- A hámnyirokról. (Orvosi Hetilap, 1926, 16.)
- A vérsavó phenolasetartalmáról normális és kóros körülmények között. (Orvosi Hetilap, 1926, 40.)
- A tuberculotikus bőr lipasetartalmáról. (Orvosi Hetilap, 1926, 46.)
- A bőr fermentumairól. (Magyar Orvosi Archívum, 1927)
- A tuberculotikus bőr (lupus vulgaris, tbc. verrucosa cutis, scrophuloderma) légzésének nagyságáról. (Magyar Orvosi Archívum, 1927)
- A recurrens-immunsavó hatása a spirochaeta pallidára. (Orvosi Hetilap, 1931, 6.)
- A solusalvarsan és a neolacol liquid fertőzést megelőző hatása, a kísérleti állat egyes bacteriumokkal való mély fertőzésekor. (Budapesti Orvosi Újság, 1936, 19.)
- A lymphogranulomás elefántkór szövetének szerkezete és fejlődése. (Magyar Orvosi Archívum, 1937)
- Egy xanthenfesték, a pyronin G. alkalmazása a kankó ellen. (Orvosi Hetilap, 1937, 16.)
- A IV. nemibetegség kórokozója. (Orvosi Hetilap, 1938, 1.)
- Complementkötés a IV. nemibetegség kórismézésére. Sipos Károllyal. (Orvosi Hetilap, 1938, 12.)
- Keratosis palmo-plantaris transgrediens. (Budapesti Orvosi Újság, 1938, 36.)
- Kanyarószerű lymphogranulomás bőrkiütés. Sipos Károllyal. (Budapesti Orvosi Újság, 1938, 38.)
- A lágyéki nyirokcsomó gümőkórral társult Durand–Nicolas–Favre-kórja. Sipos Károllyal. (Orvosi Hetilap, 1938, 41.)
- Fajlagos bőrkiütés a lymphogranuloma késői szakában. Sipos Károllyal. (Orvosi Hetilap, 1938, 46.)
- A Waelsch-féle húgycsőhurut és a lymphogranuloma inguinale okozta húgycsőlob azonossága. Venkei (Wlassics) Tiborral. (Orvosi Hetilap, 1938, 51.)
- A negyedik nemi betegség. Budapest, 1938
- Általánosuló, halált okozó lymphogranuloma inguinale. Sipos Károllyal és Venkei (Wlassics) Tiborral. (Orvosi Hetilap, 1939, 1.)
- Vitaminok a bőrgyógyászatban. (Orvosi Hetilap, 1940, 41.)
- A méhbeli életben szerzett úgynevezett cingenitalis lymphogranuloma inguinale kérdése. Sipos Károllyal. (Orvosi Hetilap, 1940, 51.)
- Lymphogranuloma inguinale. Leipzig-Budapest, 1942
- Van-e ellentét a bőr és az idegrendszer syphilise között? (Orvosi Hetilap, 1943, 31.)
- Sulfamidok a nemibetegségek ellen. (Orvosképzés, 1943, 2.)
- Gyorskúra a rüh ellen. (Orvosok Lapja, 1945, 8.)
- Az aphtosis oka és rendszertani helyzete. (Orvosok Lapja, 1946, 7.)
- A Vincent-féle üszkös száj- és toroklob oka. (Orvosok Lapja, 1947, 18.)
- A kankó háromadagos nappali kezelése elnyújtott hatású penicilinnel. Frankl Józseffel. (Orvosok Lapja, 1947, 33.)
- Ingerek jelentősége a bőrfertőzéses eredetű áttételeiben. (Orvosok Lapja, 1948, 43.)
- Rák és ingerhatás. (Orvosi Hetilap, 1949, 5.)
- A benzpyren rákkeltő hatásának gátlása sterin-származékokkal. (Orvosi Hetilap, 1949, 6.)
- Bőr és nemibetegségek. Pécs, 1951
- Az endogén karcinogének kérdéseiről. (Az MTA Orvosi Tudományok Osztályának Közleményei, 1951)
- A Köbner-féle izgalmi tünet oka és keletkezési módja. (Orvosi Hetilap, 1952, 38.)
- Adatok a reticuloendotheles tárolásához. Kiss Gyulával. (Orvosi Hetilap, 1955, 50.)
- Adatok a rosszindulatú daganatok permeabilitásához. Újabb segédeszköz a rosszindulatú daganatok korai felismerésére. Kiss Gyulával. (Orvosi Hetilap, 1957, 4.)
- Acanthosis nigricansszal társult többszörös bőráttétet is okozó dermatofibrosarcoma protuberans. Dvorszky Kornéllal. (Orvosi Hetilap, 1957, 9.)
- Az elektrometria jelentősége a méhnyakráknak és rákelőző állapotainak felismerésében. Kiss Gyulával, Görcs Jenővel, és Kummerländer Lajossal. (Orvosi Hetilap, 1957, 22.)
- Mai felfogásunk a daganatok fertőzéses eredetéről. (Orvosi Hetilap, 1958, 43.)
- Krompecher Ödön alapi sejtes rákja a századfordulón és ma. (Orvosi Hetilap, 1959, 11.)
- Praecarcinosen und primäre Krebse der Haut. Budapest, 1961
- Az acnevírus jelentősége a hormonális eredetű acne-félék kialakulásában. Hamar Matilddal, Kiss Gyulával és Róka Edittel. (Orvosi Hetilap, 1961, 32.)
- Adatok a lupus erythematodes kóroktanához. Hamar Matilddal, Kiss Gyulával és Róka Edittel. (Orvosi Hetilap, 1962, 13.)
- A rosszindulatú daganatok keletkezésének vírusos elmélete az újabbkori kutatások fényében. (Orvosi Hetilap, 1963, 29.)
- Miért veszélyes és tilos a festékes anyajegy eltávolítása? (Orvosi Hetilap, 1971, 17.)
- I. Adatok az acne vulgaris kóroktanához. Trombitás Károllyal. (Orvosi Hetilap, 1972, 31.)
- Megemlékezés Beck Soma professzorról halálának ötvenedik évfordulójáról. (Orvosi Hetilap, 1980, 18.)

## Díjai, elismerései
- id. Johan Béla-díj (1927)
- Kossuth-díj III. fokozata (1955)
- Munka Érdemrend (1962)[10]
- Kaposi Mór-emlékérem (1975)
- Munka Érdemrend arany fokozata (1981)
- Pro Universitate arany fokozata (1981)